# Prairie du Rocher
Prairie du Rocher è un comune statunitense, nella contea di Randolph, nello Stato dell'Illinois.
Fondato da coloni francesi nel 1722, sulle rive del fiume Mississippi, proprio nelle vicinanze di dove qualche anno prima fu eretto Fort de Chartres, è una delle più antiche borgate del Nordamerica.
Il villaggio, nel Settecento faceva parte dell'ampio territorio della Nuova Francia. Per la fertilità del suo terreno, i coloni riuscirono a coltivare il grano, nonché a produrre altre derrate, per venderle a Nouvelle Orleans.
A Prairie du Rocher, come gli altri villaggi della Louisiana francese, le case erano ubicate una di fronte all'altra, con una sola via principale. Le case erano molto modeste.
L'insediamento cadeva amministrativamente sotto il vicino Fort de Chartres, che si trovava a qualche chilometro ad ovest.
Dopo la vittoria nella guerra franco-indiana i britannici presero possesso della comunità. Alcuni coloni francesi, per evitare il dominio britannico, emigrarono ad ovest, nella parte della Louisiana ceduta dalla Francia alla Spagna.
Durante la rivoluzione americana Prairie du Rocher fu conquistata dall'esercito statunitense. Secondo i resoconti dell'epoca, i coloni francesi rimasti, emigrarono nella Louisiana spagnola. Al loro posto si stabilirono i soldati dell'esercito americano, attratti dalla fertilità della zona.
Attualmente Prairie du Rocher conta circa 600 abitanti.